# Ferrovia Arona-Novara
La ferrovia Arona-Novara è una linea ferroviaria italiana di proprietà statale che collega la città di Arona, sul Lago Maggiore, a quella di Novara.
La gestione dell'infrastruttura e degli impianti ferroviari è affidata a RFI SpA, società del gruppo Ferrovie dello Stato, che qualifica la linea come complementare.

## Storia

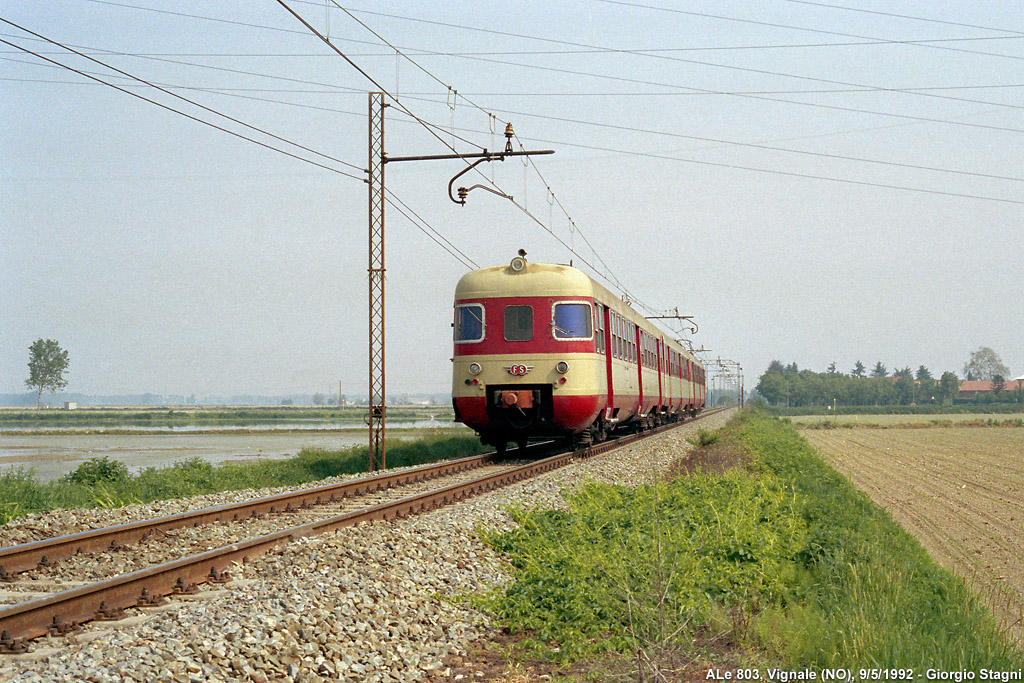
La linea presso Vignale

La storia della ferrovia Arona-Novara si intreccia con quella della linea Novara-Alessandria: il progetto di una strada ferrata tra Alessandria, Novara e il Lago Maggiore fu concepito nel periodo di massimo fervore costruttivo da parte del Regno di Sardegna che sotto il Ministero Cavour realizzò in poco tempo la linea tra Torino e Genova e quella dalla capitale piemontese a Cuneo. La linea stessa fu pensata come lunga diramazione della Torino-Genova allo scopo di migliorare i collegamenti fra il porto ligure e la Svizzera in concorrenza alla via naturale, di tipo fluviale, garantita dal Ticino.
Le Regie Patenti del 1845, con le quali si posero le basi per la costruzione delle strade ferrate degli Stati Sardi, avevano stabilito la possibilità di una linea che si diramasse dalla stazione di Alessandria per giungere in riva al Lago Maggiore. I lavori, di competenza della compagnia statale, iniziarono sul finire degli anni quaranta e procedettero a rilento, in quanto il Piemonte attese per molto tempo una risposta dai cantoni svizzeri per quanto riguardava la costruzione di una galleria sotto il passo del Lucomagno. Da essa sarebbero dipese le future decisioni sull'attestamento della strada ferrata presso il porto di Arona o su un collegamento alternativo diretto a Locarno. Nel 1853, in mancanza di certezze sullo sviluppo della rete svizzera, si optò per terminare la linea presso la città lacuale novarese e di organizzare dei traghetti con la località svizzera.
Le prime aperture avvennero nel 1854: il 5 giugno fu la volta del tratto tra stazione di Alessandria e Mortara, Novara fu raggiunta il mese successivo (3 luglio), mentre il tronco fino ad Arona, presso la vecchia stazione lacuale, fu aperto il 14 giugno 1855.
L'intera linea Alessandria-Novara-Arona fu inaugurata la successiva domenica del 17 giugno, alla presenza di Cavour, Rattazzi, Durando e Paleocapa. Il re Vittorio Emanuele II, in lutto per la morte del figlio ultimogenito, inviò in sua rappresentanza il Principe di Carignano. In quella giornata, le acque del lago in piena lambivano la ferrovia.
Con la legge 14 maggio 1865, n. 2279, la proprietà delle linee delle Ferrovie dello Stato piemontese, tra cui la Arona-Novara, fu ceduta alla Società per le Ferrovie dell'Alta Italia (SFAI) del gruppo Südbahn. Dieci anni dopo, con il riscatto delle linee di proprietà SFAI stabilito dagli accordi di Basilea, la linea ritornò di proprietà dello Stato italiano, mentre l'esercizio rimase affidato a titolo provvisorio alla società ferroviaria privata. Le Convenzioni del 1885 risolsero la situazione provvisoria riunendo le linee statali ad ovest di Milano all'interno della Rete Mediterranea, affidata in concessione sessantennale alla Società per le Strade Ferrate del Mediterraneo.
A seguito della statizzazione delle ferrovie nel 1905 la linea fu poi esercita dalle Ferrovie dello Stato.
L'elettrificazione, a corrente continua e alla tensione di 3 kV, venne attivata il 2 maggio 1960. L'elettrificazione della linea, parte dell'itinerario dalla Svizzera al porto di Genova, venne decisa da una convenzione italo-elvetica per il potenziamento delle linee internazionali stipulata nel 1955.

## Caratteristiche
La linea è elettrificata a corrente continua da 3000 V e a scartamento ordinario. È quasi interamente a binario unico, fatta eccezione per il breve tratto fra Vignale e Novara, in comune con le linee da Luino, da Varallo e da Domodossola, che è a doppio binario. Il gestore RFI la qualifica come "linea complementare".

### Percorso
| Continuation backward |

| Station on track |

| Unknown route-map component "CONTgq" | Unknown route-map component "ABZglr" | Unknown route-map component "CONTfq" |

| Stop on track |

| Unknown route-map component "SKRZ-Ao" |

| Station on track |

| Stop on track |

| Stop on track |

|  | Unknown route-map component "ABZg+l" | Unknown route-map component "CONTfq" |

| Station on track |

| Stop on track |

| Non-passenger station/depot on track |

| Unknown route-map component "CONTgq" | Unknown route-map component "ABZg+r" |  |

| Station on track |

| Unknown route-map component "SKRZ-Au" |

| Unknown route-map component "CONTgq" | Unknown route-map component "ABZg+r" |  |

| Station on track |

|  | Unknown route-map component "ABZgl" | Unknown route-map component "CONTfq" |

| Continuation forward |

## Traffico
Dal punto di vista del servizio passeggeri, la linea è servita esclusivamente da treni regionali in servizio fra Arona e Novara.
È inoltre servita da pesanti treni merci da e per Domodossola e il Timo di Mortara.